# Rhosllanerchrugog
Rhosllanerchrugog är en ort och community i Storbritannien.   Den ligger i kommunen Wrexham och riksdelen Wales, i den södra delen av landet, 260 km nordväst om huvudstaden London. 
Vid folkräkningen 2011 bodde det 13 501 invånare i tätorten, som även omfattar delar av angränsande communities. I communityn, som även omfattar omkringliggande landsbygd bodde det vid samma tillfälle 9 694 invånare.